# Unkovice
Unkovice jsou obec v okrese Brno-venkov v Jihomoravském kraji. Rozkládají se poblíž řeky Svratky v Dyjsko-svrateckém úvalu. Na přelomu 20. a 21. století došlo k téměř úplnému propojení zástavby Unkovic a sousedních Žabčic. Žije zde 721 obyvatel.
Jedná se o vinařskou obec ve Velkopavlovické vinařské podoblasti (viniční tratě Přední trať Unkovská, Díly).

## Název
Původní jméno vsi (doloženo 1278) bylo Unišovice odvozené od osobního jména Uniš, což byla domácká podoba některého jména obsahujícího Uně- (např. Uněhost či Uněrad). Význam místního jména byl "Unišovi lidé". Od roku 1341 je však doložena podoba Unkovice založená na osobním jméně Unek stejného původu jako Uniš (od jiné domácké podoby Unič je odvozeno jméno Uničova). Také význam nového jména byl stejný ("Unkovi lidé"). Důvod záměny jména není známý. V 18. a 19. století se jméno vesnice psalo v nářeční podobě Hunkovice.

## Historie
V lokalitě Bahna bylo archeologickým výzkumem prokázáno osídlení ze starší doby bronzové.
První písemná zmínka o obci pochází z roku 1131.[zdroj?] Původní název vesnice byl Chrám páně.[zdroj?] Prvním historicky doloženým vlastníkem obce byl Statek Žabčický, jehož pánem byl Ignát Žabčický z Martinic (1497–1500) a poté obec patřila panu Vilému z Pernštýna. V letech 1715–1742 Karlu svobodnému pánu ze Žerotína. Ten zde proměnil myslivárnu ve školu, kterou navštěvovali děti z ostatních vesnic. V roce 1743 koupil Židlochovice, Hunkovice a Žabčice hrabě Leopold z Dietrichsteinů a po něm byli obecním pánem knížata Karel Jan a František z Dietrichšteinů. Roku 1819 koupil obecní panství Albert Sasko-Těšínský a roku 1822 arcivévoda Karel Ludvík Rakouský.
V raném období místní kostel sloužil i okolním vesnicím Hrušovanům, Žabčicím, Přísnoticím a Želízku (zvány též Želice) s Koválovem. Želízko s Koválovem, dříve Horní Hunkovice, zanikly v době třicetileté války (1618) a dnes stojí na jejich místě rozsáhlé polnosti. Poté až roku 1630 byl v Židlochovicích vystavěn chrám Páně a unkovický kostel ztratil svou důležitost.

## Obyvatelstvo
| Rok            | 1869 | 1880 | 1890 | 1900 | 1910 | 1921 | 1930 | 1950 | 1961 | 1970 | 1980 | 1991 | 2001 | 2011 | 2021 |
| -------------- | ---- | ---- | ---- | ---- | ---- | ---- | ---- | ---- | ---- | ---- | ---- | ---- | ---- | ---- | ---- |
| Počet obyvatel | 479  | 534  | 574  | 548  | 605  | 610  | 607  | 530  | 597  | 634  | 641  | 622  | 635  | 680  | 737  |
| Počet domů     | 66   | 79   | 91   | 102  | 110  | 112  | 132  | 138  | 145  | 152  | 164  | 184  | 195  | 210  | 234  |

Vývoj počtu obyvatel

## Pamětihodnosti
- Kostel Nanebevzetí Panny Marie